# Festa de Cristo Sacerdote
A Festa de Cristo Sacerdote é uma festa litúrgica móvel católica romana celebrada anualmente na primeira quinta-feira após o Pentecostes. A aprovação para esta festa foi concedida pela primeira vez pela Congregação para o Culto Divino e a Disciplina dos Sacramentos em 1987.
É observada pela Confraria de Cristo Sacerdote da Austrália e por todas as dioceses católicas romanas da Espanha. Desde 2013, é observada na Polónia (Decreto de 3 de abril de 2013)  nos Países Baixos no ano seguinte, desde 2015 na República Checa. A festa foi introduzida na liturgia e no Ofício Divino na Inglaterra e no País de Gales em 2018.

## Significado
A festa centra-se primeiro no Ofício Sacerdotal de Jesus (latim: Munus sacerdotale). Ele é considerado o modelo para os fiéis, e para o clero em particular, com os sacerdotes atuando In persona Christi (“Na pessoa de Cristo”). Os leigos são, portanto, exortados a orar para que os sacerdotes sejam mais semelhantes a Cristo, o misericordioso e confiável sumo sacerdote (Hebreus 2:17), sempre vivo para interceder pela humanidade diante do Pai (Hb 7:25).
O Concílio Vaticano II ensinou muitas coisas sobre o Sacerdócio de Cristo e a participação nesse único Sacerdócio por meio dos Sacramentos do Batismo e das Sagradas Ordens. Este desenvolvimento foi refletido em muitos documentos subsequentes. Uma maneira eficaz de desenvolver esse ensino é estabelecer a Festa de Cristo, o Sacerdote, de maneira mais ampla.
O que o Papa Pio XI escreveu sobre a festa em honra de Cristo Rei pode ser dito com a mesma verdade sobre esta festa em honra do Sacerdócio de Nosso Senhor:
Pois as pessoas são instruídas nas verdades da fé e levadas a apreciar as alegrias interiores da religião muito mais eficazmente pela celebração anual de nossos mistérios sagrados do que por qualquer pronunciamento oficial do ensino da Igreja. Esses pronunciamentos geralmente alcançam apenas alguns e os mais instruídos entre os fiéis; as festas alcançam todos eles; os primeiros falam apenas uma vez, os segundos falam todos os anos - na verdade, para sempre.

## Aspectos litúrgicos
A festa tem seus próprios textos próprios para a Missa, como para a Missa Votiva da Santíssima Eucaristia B.

A festa também aprovou textos em latim, espanhol e inglês para o Ofício Divino ou para a Liturgia das Horas.